# Рейхенау, Вальтер фон
Ва́льтер Карл Эрнст Август фон Ре́йхенау (нем. Walter Karl Ernst August von Reichenau, 8 октября 1884, Карлсруэ — 17 января 1942, Львов) — генерал-фельдмаршал (с 1940).
Во время Второй мировой войны командовал 6-й армией вермахта. Брал Париж (1940), Киев (1941) и Харьков (1941). Один из известных высших военачальников вермахта, активно поддерживавших нацизм.

## Биография
Родился в Карлсруэ в семье будущего прусского генерал-лейтенанта Эрнста фон Райхенау (Ernst August von Reichenau, 1841—1919).
Семья Рейхенау была очень зажиточной и имела дворянское происхождение. В девятнадцатом и первой половине двадцатого столетия семье фон Рейхенау принадлежала одна из крупнейших мебельных фабрик в Германии. В 1938 году они передали её нацистам, которые наладили на фабрике выпуск военного снаряжения. Когда в ходе налётов союзников в 1945 году фабрика, расположенная под Карлсруэ, была уничтожена, исчезли последние остатки богатства и влияния семьи.

### Начало карьеры
Поступил на военную службу в 1903 году фанен-юнкером (кандидат в офицеры) в 1-й гвардейский полк полевой артиллерии. В августе 1904 года произведён в лейтенанты. Учился в военной академии, с августа 1912 года — обер-лейтенант.

### Первая мировая война
В течение Первой мировой войны воевал на Западном фронте. В начале войны — в должности полкового адъютанта 1-го гвардейского полка полевой артиллерии. С ноября 1914 года — капитан. С 1915 года — заместитель начальника штаба 47-й резервной пехотной дивизии. Был награждён Железным крестом первой и второй степени и ещё четырьмя орденами.

### Между мировыми войнами

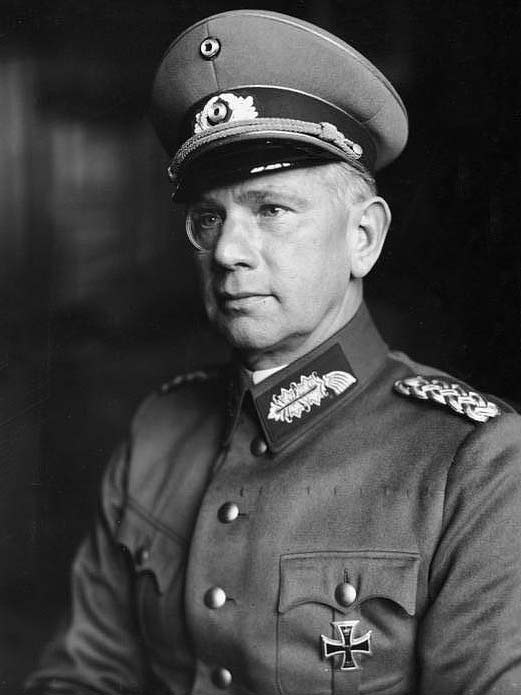
Вальтер фон Рейхенау, 1933

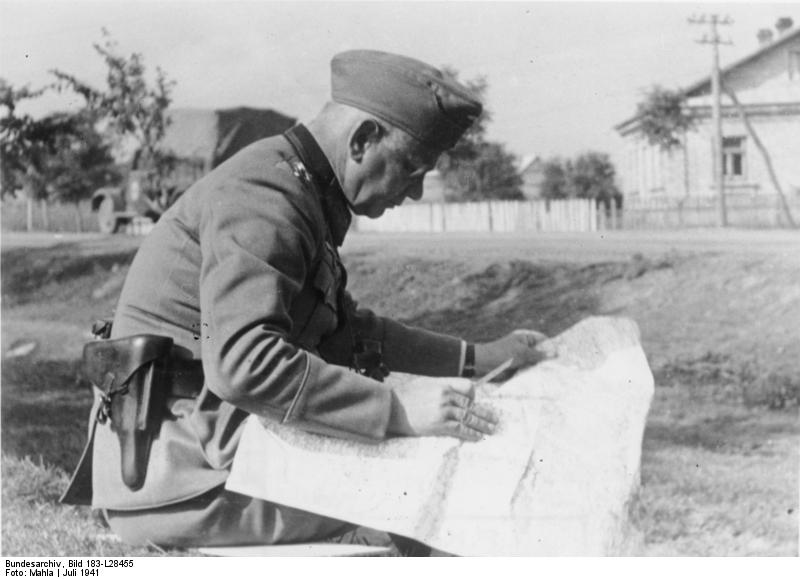
Фельдмаршал Рейхенау на Восточном фронте в июле 1941

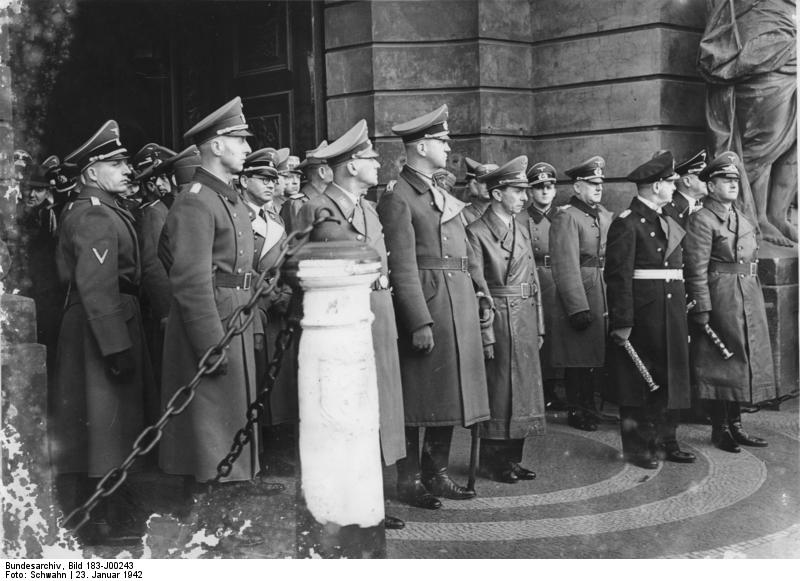
Похороны фельдмаршала Вальтера фон Рейхенау в Берлине 23 января 1942

Продолжил службу в рейхсвере. С июля 1923 — майор, с февраля 1932 — полковник.
В 1933—1935 годах был начальником одного из управлений военного министерства.
С февраля 1934 года — генерал-майор, с октября 1935 года — генерал-лейтенант, командующий 7-м военным округом (Мюнхен), в октябре 1936 года — произведён в звание генерала артиллерии.
С февраля 1938 года фон Рейхенау — командующий 4-й группой войск (Лейпциг), оккупировавшей Судетскую область (октябрь 1938 года), затем Чехию и Моравию (март 1939 года).
Стоял у истоков образования вермахта. Принимал участие в секретной программе возрождения немецкой армии и бывал в СССР вместе с фон Бломбергом.
Рейхенау вошёл в историю Третьего рейха благодаря тому, что составил текст присяги на верность новому рейхсканцлеру. Перевёл на немецкий язык труды британского эксперта по танкам Лиддел Гарта и всячески способствовал развитию нового рода войск в Германии.

### Вторая мировая война
С начала войны командовал 10-й армией. За Польскую кампанию награждён Рыцарским крестом, произведён в генерал-полковники.
С октября 1939 года — командующий 6-й армией. В Западной кампании армия Рейхенау заняла Бельгию, в июле 1940 года произведён в генерал-фельдмаршалы.
С июня 1941 — кампания против СССР — Киев, Харьков, Белгород. Сторонник самых варварских методов ведения войны на Востоке и бесчеловечного отношения к мирному населению, требовал того же от подчинённых ему войск. 10 октября 1941 года издает приказ «О поведении войск в восточном пространстве». В августе 1941 года лично отдал приказ о расстреле большой группы еврейских детей в украинском городе Белая Церковь.
1 декабря 1941 года Рейхенау назначен командующим группой армий «Юг» вместо фон Рундштедта.
14 января 1942 года у Рейхенау произошло кровоизлияние в мозг после охоты под Полтавой при 40-градусном морозе, а 17 января он умер во время перелёта из Полтавы в Лейпциг на лечение. В довершение ко всему самолёт с его телом при посадке в г. Львове потерпел авиакатастрофу, врезавшись в ангар.

## Награды
- Спасательная медаль (королевство Пруссия)[7]
- Орден Короны 4-й степени (королевство Пруссия)[7]
- Железный крест (1914) 2-го и 1-го класса (королевство Пруссия)[7]
- Королевской орден Дома Гогенцоллернов рыцарский крест с мечами (королевство Пруссия)[7]
- Ганзейский крест Гамбурга[7]
- Крест «За военные заслуги» 3-й степени с военными украшениями (Австро-Венгрия)[7]
- Почётный крест Первой мировой войны 1914/1918 с мечами (Третий рейх)[7]
- Медаль «За выслугу лет в вермахте» 4-го, 3-го, 2-го и 1-го класса (1936, Третий рейх)[7]
- Медаль «В память 1 октября 1938 года» с пряжкой «Пражский замок» (1938, Третий рейх)[7]
- Пряжка к Железному кресту 2-го и 1-го класса (1939, Третий рейх)[7]
- Рыцарский крест Железного креста (30 сентября 1939, Третий рейх)[7]

В честь Райхенау был назван временный мост через Днепр в г. Киеве (в настоящее время на его месте функционирует Мост Патона).